# Federació Comunista de Levante
La Federació Comunista de Levante (FCL) fou una organització política comunista del País Valencià i de la Regió de Múrcia. Fou fundada el 1923 i, en crear-se el Partit Comunista d'Espanya (PCE), en va esdevindre la regional. Entre els seus dirigents destacaren Julián Gorkin, Hilari Arlandis, González Canet i Rafael Millà. El 1930 es va produir una escissió que es va afegir al Bloc Obrer i Camperol (BOC), però la major part de la FCL va romandre lligada al PCE.